# Lancelot, el Caballero de la Carreta
Lanzarote, el Caballero de la Carreta (en francés Lancelot ou le Chevalier de la charrette) es un roman (novela) escrito entre 1176 y 1181 por el autor francés Chrétien de Troyes, a petición de Marie de Champagne.
Narra las aventuras del caballero Lancelot en busca de la reina Ginebra, prisionera de Meleagant, y  aunque podriamos considerarlo como a un claro ejemplo del amor cortés (tópico de la literatura medieval en el que se expone la relación entre un amante y su dama. Frecuentemente, el enamorado establece una relación de servicio feudal, denominándose a él «vasallo» y a ella «señora». La dama siempre pertenece a una clase superior a la del amante, y este debe llevar a cabo ciertas proezas y sacrificios con el fin de demostrar su carácter extraordinario y su devoción por el ser amado) no es del todo cierto. Puesto que, el personaje de Lancelot no cumple con las características de un amante cortés ejemplar, comete errores como, por ejemplo, el de dudar antes de subirse a la carreta. Ese momento de duda entre el amor de la reina y su dignidad como caballero. 
En esta obra, la reina Ginebra, esposa del rey Arturo, es secuestrada y varios caballeros deben acudir a liberarla de su raptor Meleagant. Para tener éxito, Lancelot ha de llevar a cabo otras proezas y sacrificios, que constituyen pruebas de su proceso iniciático. Una de estas pruebas da nombre al poema, pues Lancelot llega a subirse a una carreta, signo de oprobio en la Edad Media, con objeto de salvar a su dama. Al subirse a la carreta pierde su honor y se convierte en un paria según el código de la caballería. Pero es ese mismo código el que exige un sacrificio por su dama. 
Además, Lancelot, bajo su apariencia de amante cortés típico, es también una figura crística. La obra en sí es una alegoría crística, pues, al salvar a la reina, Lancelot restablece el equilibrio del mundo. Asimismo se han señalado valores cristianos en la actitud de Lancelot: la humildad, la sumisión y el sacrificio personal. Estos temas serán abordados de modo más evidente en Perceval o el cuento del Grial.

## Véase también

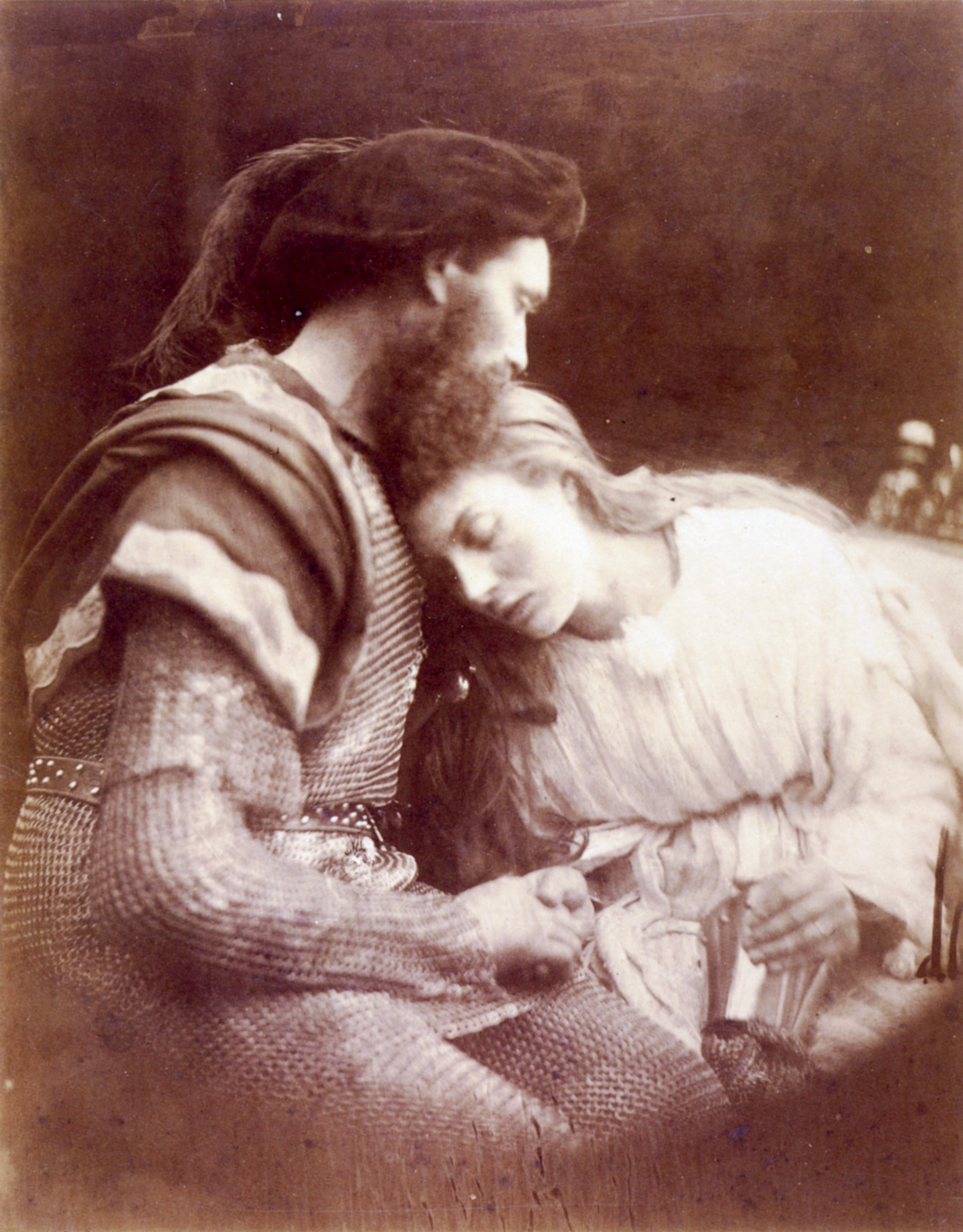
Despedida de Lanzarote y Ginebra (ilustración de J. M. Cameron para una ed. de 1874 de obras de Tennyson: Idylls of the King and Other Poems).